# Joy & Breath of Eternity
Joy & Breath Of Eternity (1979) ist das erste und bislang einzige Album des Norwegers Alf Emil Eik. Eik spielte fast alle Instrumente selbst ein und produzierte das Album auch im eigenen Studio selbst.
Die Musik auf dem Album bewegt sich zwischen Genesis- und Yes-beeinflussten Progressive Rock und klassischem Jazzrock, von Eik auf eigenständige Weise vermischt.

## Tracklist
1. Morning Glory
2. Joy Part I
3. Joy Part II
4. To You
5. Crying
6. Care
7. Man Of The Present Age (Part I-III)
8. Breath Of Eternity
9. March Of Earth
10. Heart
11. After All
12. After The End

## Besetzung
- Alf Emil Eik – Drums, E-Bässe, Basspedal, E-Gitarren, Akustische Gitarre, Klavier, Fender Rhodes, Mellotron, Moog-Synthesizer, Streicherkeyboard, Congas, Bongos, Woodblock, Kuhglocke, Vibraslap, Cabasa, Tamburin, Pauke, Glockenspiel, Gong, Gesang
- Iris Reutz – Gesang
- Svend Undseth – Saxophon, Flöte
- Anne Engh – Stimme
- John Erik Holtan – Solo-Klavier